# Mánfa
Mánfa je vas na Madžarskem, ki upravno spada pod podregijo Komlói Županije Baranja.